# Xizt (киберспортсмен)
Ричард Ландстрём (швед. Richard Landström, род. 22 февраля 1991) — шведский киберспортсмен, наиболее известный своими выступлениями в серии тактических шутеров Counter-Strike под никнеймом Xizt. В настоящее время является тренером норвежской организации Heroic.

## Карьера

### Игровая карьера
Ричард добился своего первого заметного успеха в Counter-Strike 1.6 в 2009 году, выступая на турнирах DreamHack. В следующем году он принял участие во многих национальных международных турнирах с H2k Gaming и Lions. В 2010 году с командой Lions выиграл ASUS Open Summer 2010 который проходил в Киеве. В декабре 2010 года Ландстрём присоединился к британской организации Fnatic. Вместе с новыми товарищами по команде, среди которых иногда был Финн «karrigan» Андерсен, Ричард выигрывал турниры от Intel Extreme Masters и DreamHack. После перехода в Counter-Strike: Global Offensive, Xizt был приглашен в Ninjas in Pyjamas в августе 2012 года. Вместе с новой командой Ричард доминировал на турнирах, вместе с NiP он одержал победы на Electronic Sports World Cup 2012, ESL Major Series и на чемпионате Швеции. Из-за увеличения призового фонда на многих турнирах конкуренция увеличилась, а количество побед Ричарда на турнирах в 2014 году упало по сравнению с прошлым. Тем не менее Ландстрёму удалось выиграть мейджор-турнир ESL One Cologne 2014. На следующем мейджоре ESL One Katowice 2015 NiP снова вышли в финал, однако проиграли шведской команде Fnatic. 13 февраля Xizt покидает состав NiP. 1 декабря 2018 года присоединяется к FaZe Clan в качестве замены olofmeister, который по неизвестным причинам решил временно покинуть состав. Пробыв в команде почти два месяца, 25 мая 2018 Ричарда подписывают Fnatic. В конце лета 2019 года игрок покидает команду. Спустя 3 месяца, 21 января 2020 был подписан командой Team Dignitas, в которой играл до 16 сентября того же года.

### Тренерская карьера
Ричард присоединился к Heroic 20 октября 2021 года в качестве аналитика и временного тренера. 29 марта 2023 года ушёл с должности аналитика и стал основным тренером состава. 14 февраля 2023 года покинул команду.
8 марта 2024 присоединился к Ninjas in Pyjamas в качестве тренера.

## Достижения

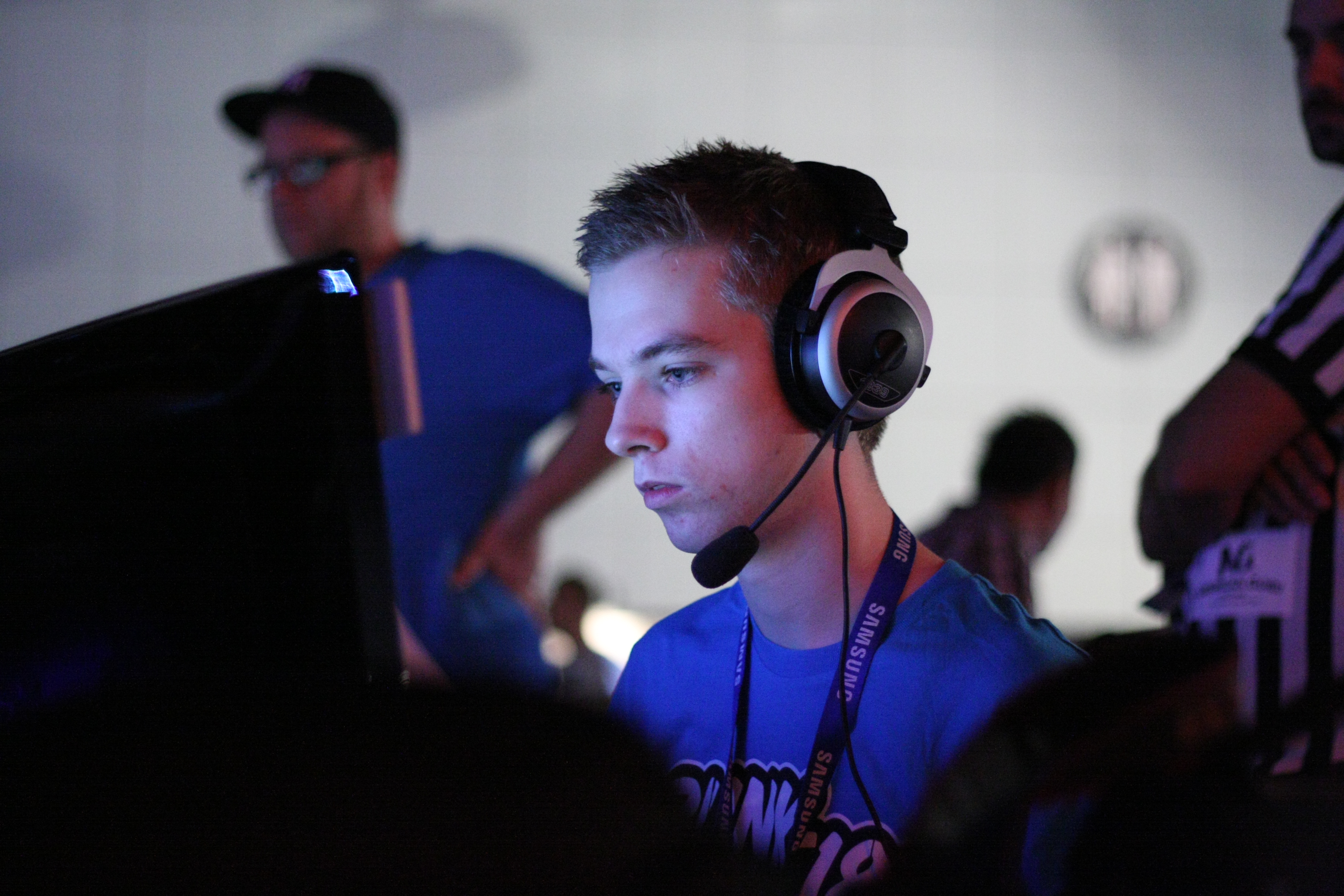
Xizt на World Cyber Games 2010

| Год                              | Место          | Соревнование                             | Команда            | Призовые       |
| Counter-Strike                   | Counter-Strike | Counter-Strike                           | Counter-Strike     | Counter-Strike |
| -------------------------------- | -------------- | ---------------------------------------- | ------------------ | -------------- |
| 2010                             | 1              | ASUS Summer 2010                         | Lions eSportsKlubb | 22 700 ₴       |
| 2011                             | 1              | IEM V — European Championship            | Fnatic             | 4000 $         |
| 2011                             | 1              | IEM VI — Guangzhou                       | Fnatic             | 3200 $         |
| 2011                             | 1              | DreamHack Winter 2011                    | Fnatic             | 20 000 SEK     |
| 2012                             | 1              | DreamHack Summer 2012                    | Fnatic             | 10 000 SEK     |
| Counter-Strike: Global Offensive |                |                                          |                    |                |
| 2012                             | 1              | ESWC 2012                                | Ninjas in Pyjamas  | 2000 $         |
| 2012                             | 1              | DreamHack Winter 2012                    | Ninjas in Pyjamas  | 30 000 SEK     |
| 2013                             | 1              | DreamHack Summer 2013                    | Ninjas in Pyjamas  | 14 000 SEK     |
| 2013                             | 2              | DreamHack Winter 2013                    | Ninjas in Pyjamas  | 10 000 $       |
| 2013                             | 1              | Svenska E-sportcupen 2013 Grand Finals   | Ninjas in Pyjamas  | 30 000 SEK     |
| 2014                             | 2              | EMS One Katowice 2014                    | Ninjas in Pyjamas  | 10 000 $       |
| 2014                             | 1              | ESL One Cologne 2014                     | Ninjas in Pyjamas  | 20 000 $       |
| 2014                             | 2              | DreamHack Winter 2014                    | Ninjas in Pyjamas  | 10 000 $       |
| 2015                             | 2              | ESL One Katowice 2015                    | Ninjas in Pyjamas  | 10 000 $       |
| 2015                             | 5—8            | ESL One Cologne 2015                     | Ninjas in Pyjamas  | 2000 $         |
| 2015                             | 3—4            | DreamHack Cluj-Napoca 2015               | Ninjas in Pyjamas  | 4400 $         |
| 2016                             | 5—8            | MLG Major Championship: Columbus 2016    | Ninjas in Pyjamas  | 7000 $         |
| 2016                             | 1              | DreamHack Masters Malmö 2016             | Ninjas in Pyjamas  | 20 000 $       |
| 2016                             | 1              | Star Ladder i-League StarSeries Season 2 | Ninjas in Pyjamas  | 26 000 $       |
| 2016                             | 1              | IEM XI — Oakland                         | Ninjas in Pyjamas  | 25 600 $       |